# Ann Little
Ann Little (7 de fevereiro de 1891 — 21 de maio de 1984) foi uma atriz de cinema estadunidense da era do cinema mudo, que atuou em mais de 150 filmes entre os anos 1910 e 1920. Tem sido considerada como uma das rainhas dos seriados.
Ann atuou para a Essanay Studios em 1911, New York Motion Picture Company de 1911 a 1914, Universal Pictures de 1914 a 1915, American Film Company de 1915 a 1916, Selznick Company em 1917, Paramount Pictures de 1917 a 1919, Arrow Film Corporation de 1919 a 1923, e Rayart Pictures Corporation em 1925.

## Vida e carreira
Nascida Mary Brooks em um rancho próximo à cidade de Mount Shasta, Califórnia, ela iniciou sua carreira de atriz trabalhando em um grupo de teatro itinerante depois de se formar na escola secundária. Após uma breve estadia em São Francisco, na Califórnia, no início dos anos 1910, começou a atuar em filmes, inicialmente em  curta-metragens de Western, com o ator e diretor Broncho Billy Anderson. Seu primeiro filme foi em 1911, The Indian Maiden's Lesson, como uma nativa chamada 'Red Feather'. Na época, ainda er conhecida como Anna Little. Ela apareceria caracterizada como nativa americana em vários filmes do início de sua carreira.
Em 1912, Little começou a atuar nos seriados Westerns dirigidos por Thomas H. Ince, como uma "princesa índia", geralmente ao lado de atores como Francis Ford, Grace Cunard, Olive Tell, Jack Conway, Ethel Grandin, a atriz mirim Mildred Harris e o notável astro cowboy Art Acord, do Essanay Studios. Entre 1911 e 1914, Little estrelaria cerca de sessentacurta-metragens, a maioria Westerns e muitos deles seriados. Outros atores que contracenaram com Little foram Harold Lockwood, Jane Wolfe, William Worthington, Tom Chatterton e o ator e diretor Frank Borzage.

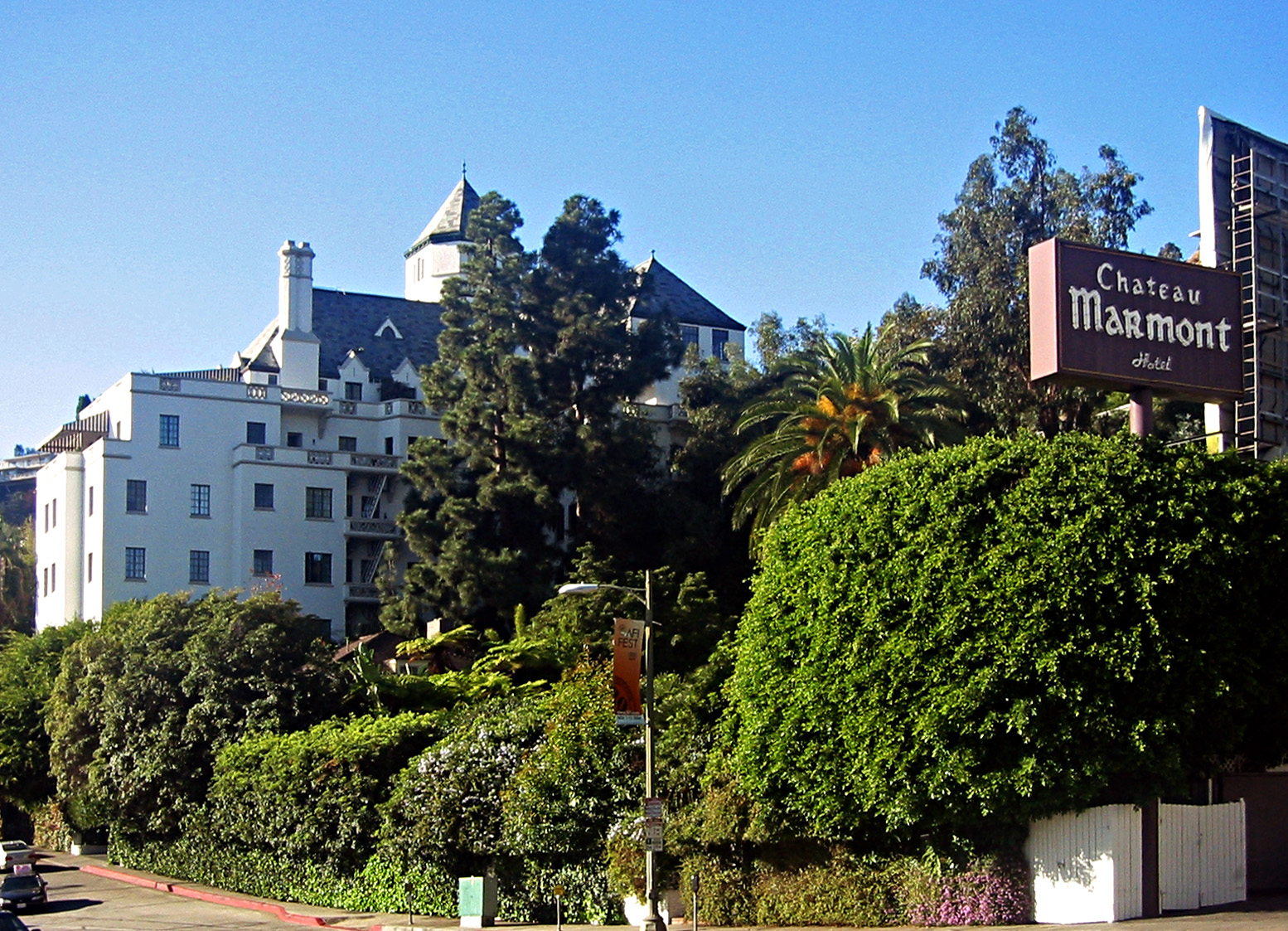
Hotel Chateau Marmont, gerenciado por Ann Little durante muitos anos.

Embora mais recordada por suas atuações em Westerns, Ann mostrou versatilidade como atriz, aparecendo em vários papéis que foram bem recebidos pela crítica em outros gêneros dramáticos e comédias. Mais notavelmente, entre seus papéis dramáticos destacam-se os seriados sobre a Guerra Civil Americana, dirigidas por William J. Bauman e Thomas H. Ince. Outro papel notável da época foi o épico Damon and Pythias, em 1914, escrito por Ruth Ann Baldwin e adaptado por Allan Dwan, que incluía um elenco de milhares de extras. Enquanto assinava contrato com a Universal Pictures, ela atuava em seis seriados, a maioria deles Westerns e dramas.
Em 1917, Little assinou com a Paramount Pictures e fez par com o altamente bem sucedido ator Wallace Reid em um número de comédias e dramas populares, supostamente cansada de ser estigmatizado como uma atriz de seriados westerns, estrelando com o ator cowboy Jack Hoxie o popular seriado de 1919, Lightning Bryce. No início na década de 1920, no entanto, Little só atuou em papéis dramáticos fora do gênero Western. Filmes notáveis do período incluem os filmes de aventura de carro de corrida The Roaring Road (1919), Excuse My Dust (1920), com Wallace Reid, The Cradle of Courage, com William S. Hart, e o drama criminal The Greatest Menace (1923), ao lado de Wilfred Lucas.
Seu último filme foi o seriado Secret Service Sanders, de 1925. Enquanto ainda no auge de sua popularidade, Ann se aposentou da indústria cinematográfica, na década de 1930. Nos anos 1930 houve um breve retorno, mas não como atriz, e sim como a voz de Betty Boop em filmes de animação, de Max Fleischer. Ela fez a voz da Betty Boop até 1933.
Em seus últimos anos, ela gerenciou o popular hotel de Los Angeles, Chateau Marmont, na Sunset Strip, e raramente falava de seus anos como atriz de seriados.
Ann Little morreu aos 93 anos, em Los Angeles, Califórnia, e foi sepultada no Forest Lawn Memorial Park, em Glendale, Los Angeles, Califórnia.

## Filmografia parcial
- The Indian Maiden's Lesson, 1911
- The Invaders, 1912
- Damon and Pythias, 1914
- The Black Box, seriado, 1915
- The Roaring Road, 1919
- Lightning Bryce, seriado, 1919
- Excuse My Dust, 1920
- The Cradle of Courage, 1920
- The Blue Fox, seriado, 1921
- Nan of the North, seriado, 1921
- The Greatest Menace, 1923
- The Eagle's Talons, seriado, 1923

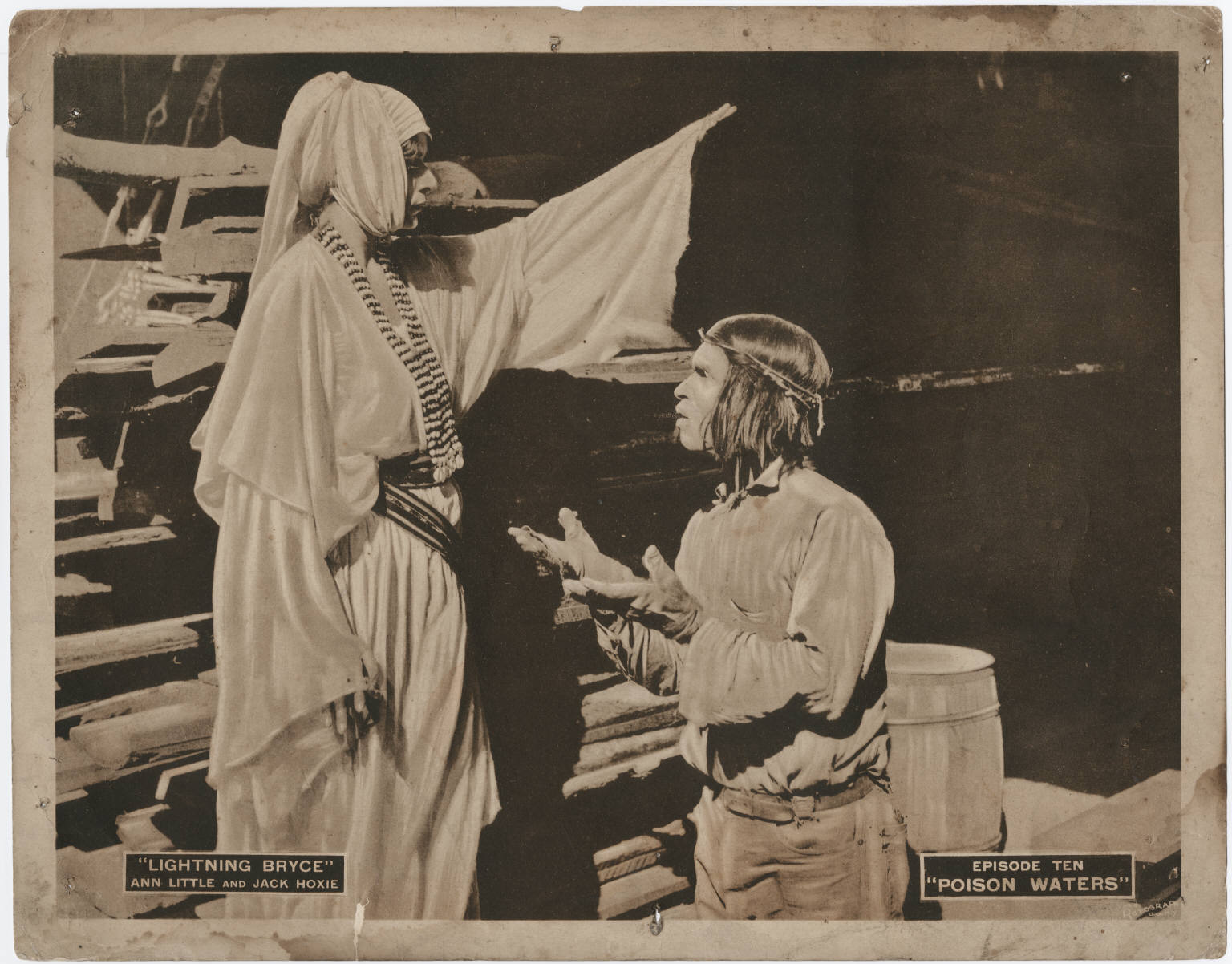
Lightning Bryce, seriado estrelado por Ann Little e Jack Hoxie, em 1919

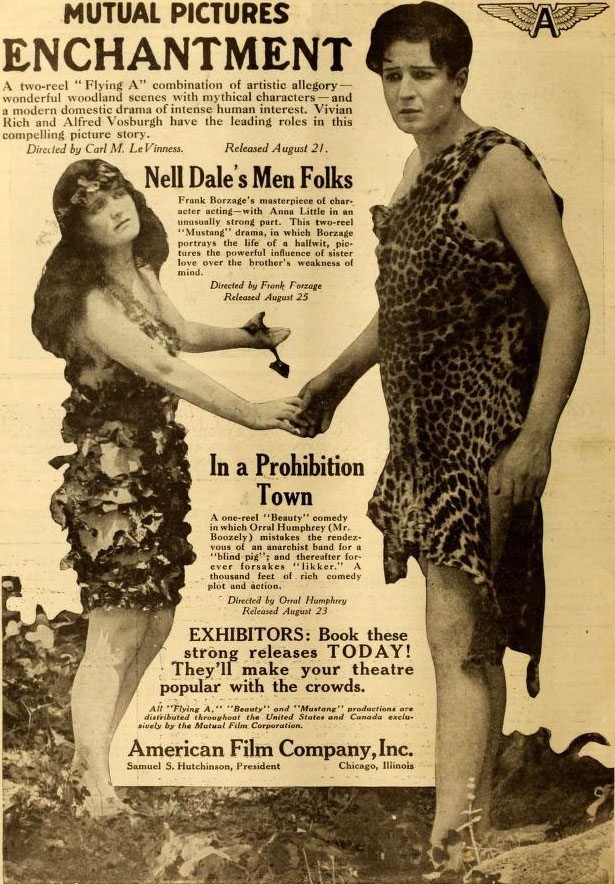
Cartaz do filme Nell Dale's Men Folks, de 1916.

- Secret Service Sanders, seriado, 1925